# 吉之丸
吉之丸（よしのまる）は、三重県桑名市にある地名。

## 地理
桑名市の南東部に位置し、西は三之丸、南東は大字赤須賀、南は元赤須賀、南西は内堀と接している。

### 河川
- 揖斐川

## 歴史
江戸期は桑名城の城郭内であった。吉之丸は本丸、二之丸、三之丸に続く区域の地名として名付けられたが、廃藩置県後に本丸跡・二之丸跡も含む区域となった。

### 沿革
- 明治初年 - 廃藩置県により、城郭内の区域が桑名吉之丸として成立[5]。
- 1889年（明治22年）4月1日 - 町村制施行に伴い、桑名郡桑名町吉之丸となる[5]。
- 1937年（昭和12年）4月1日 - 市制施行に伴い、桑名市吉之丸となる[5]。

## 世帯数と人口
2015年（平成27年）10月1日現在の世帯数と人口は以下の通りである。
| 町丁   | 世帯数  | 人口  |
| ------ | ------- | ----- |
| 吉之丸 | 161世帯 | 399人 |

### 人口の変遷
国勢調査による人口の推移。
| 1995年（平成7年）  | 522人 | [ 6 ] |  |
| 2000年（平成12年） | 479人 | [ 7 ] |  |
| 2005年（平成17年） | 415人 | [ 8 ] |  |
| 2010年（平成22年） | 397人 | [ 9 ] |  |
| 2015年（平成27年） | 399人 | [ 2 ] |  |

### 世帯数の変遷
国勢調査による世帯数の推移。
| 1995年（平成7年）  | 185世帯 | [ 6 ] |  |
| 2000年（平成12年） | 174世帯 | [ 7 ] |  |
| 2005年（平成17年） | 159世帯 | [ 8 ] |  |
| 2010年（平成22年） | 160世帯 | [ 9 ] |  |
| 2015年（平成27年） | 161世帯 | [ 2 ] |  |

## 施設
- 九華公園（桑名城址）
- 柿安コミュニティパーク
- 桑名市立立教小学校
- 桑名市立陽和幼稚園
- 桑名簡易裁判所
- 桑名市シルバー人材センター
- 桑名市民プール
- 株式会社柿安本店本社[10]

## その他

### 日本郵便
- 郵便番号 : 511-0032[3]（集配局：桑名郵便局[11]）。